# 科托尔湾

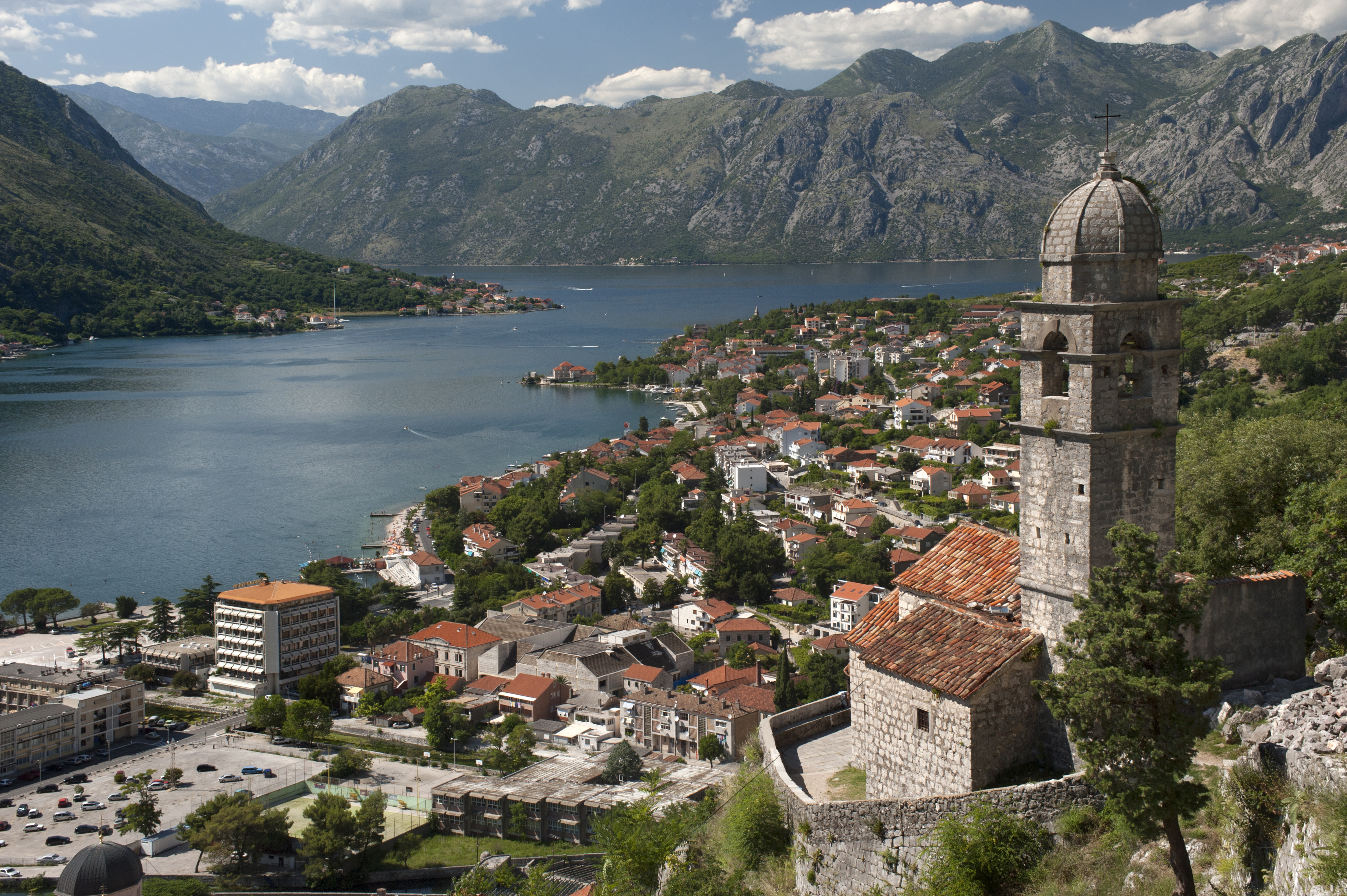
科托湾風景

科托湾（發音：[bɔ̂ka kɔ̂tɔrskaː]），全名博卡科托尔斯卡湾，意大利语称卡塔罗湾（義大利語：Bocche di Cattaro），位于黑山东南部亚得里亚海，两侧为奥连山。海湾由一些小湾组成，并由细长通道连接在一起，形成了欧洲最好的天然港口之一，为黑山的一个重要旅游区。
科托湾自古以来就有人类活动。公元6世纪，南部斯拉夫民族的斯克拉文人在此定居。根据《法蘭克王國編年史》，塞爾維亞族在9世纪中期控制了原来达尔马提亚的大部分地区，其中包括科托湾。一些中世纪城镇完好的保留了下来。1979年，科托的自然和文化历史区被列入世界遗产，科托湾的内湾属该地区的一部分。
科托湾处于地中海亚热带。夏季炎热，秋，冬，春季则是多雨季节。科托湾地区大部分居民是塞爾維亞人26,435人（39.2％）、蒙特內哥羅人26,108人（38.7％）以及克羅埃西亞人4,519人（6.7％）。2011年人口普查，科托湾地区共有67,456人。

## 图集

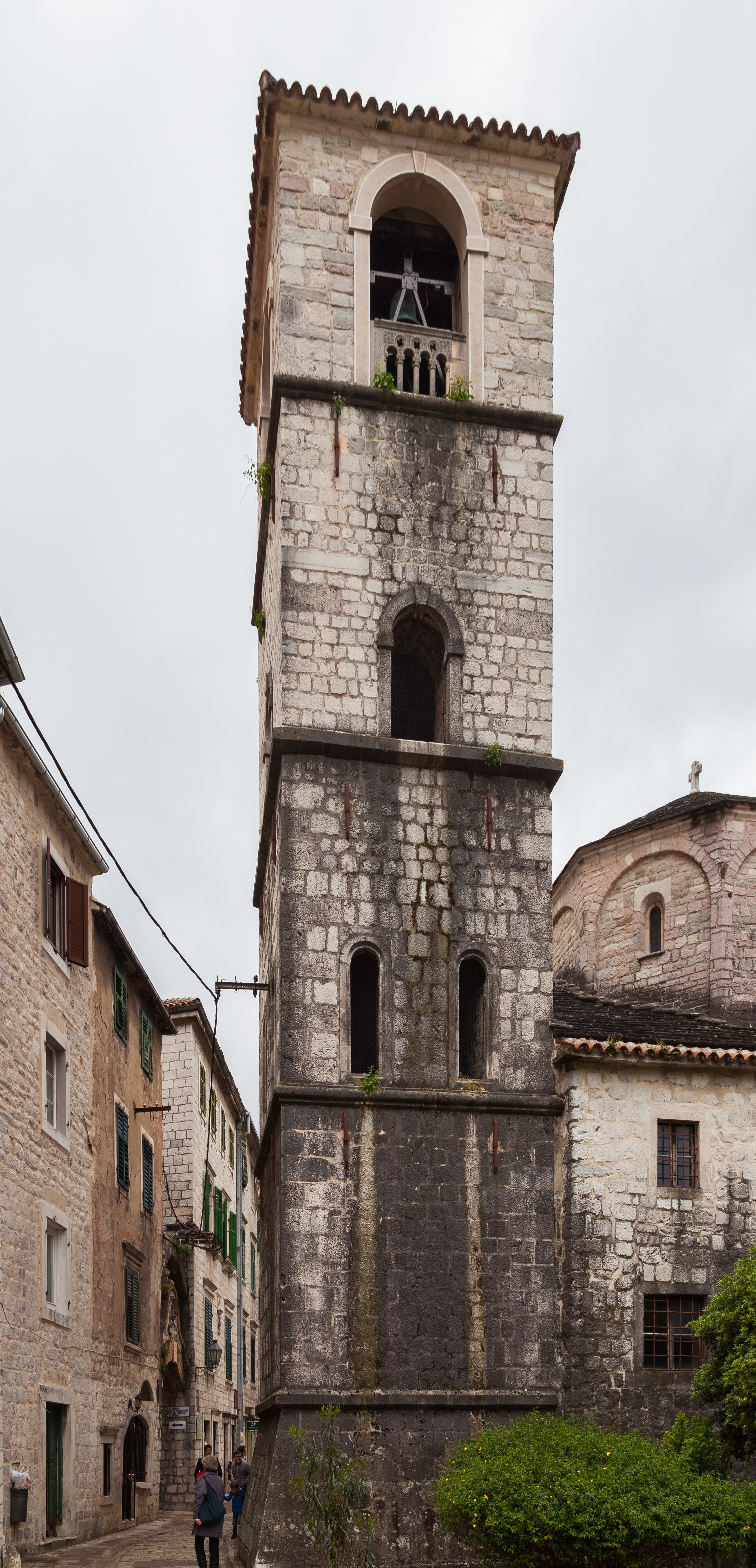
科托爾的教堂
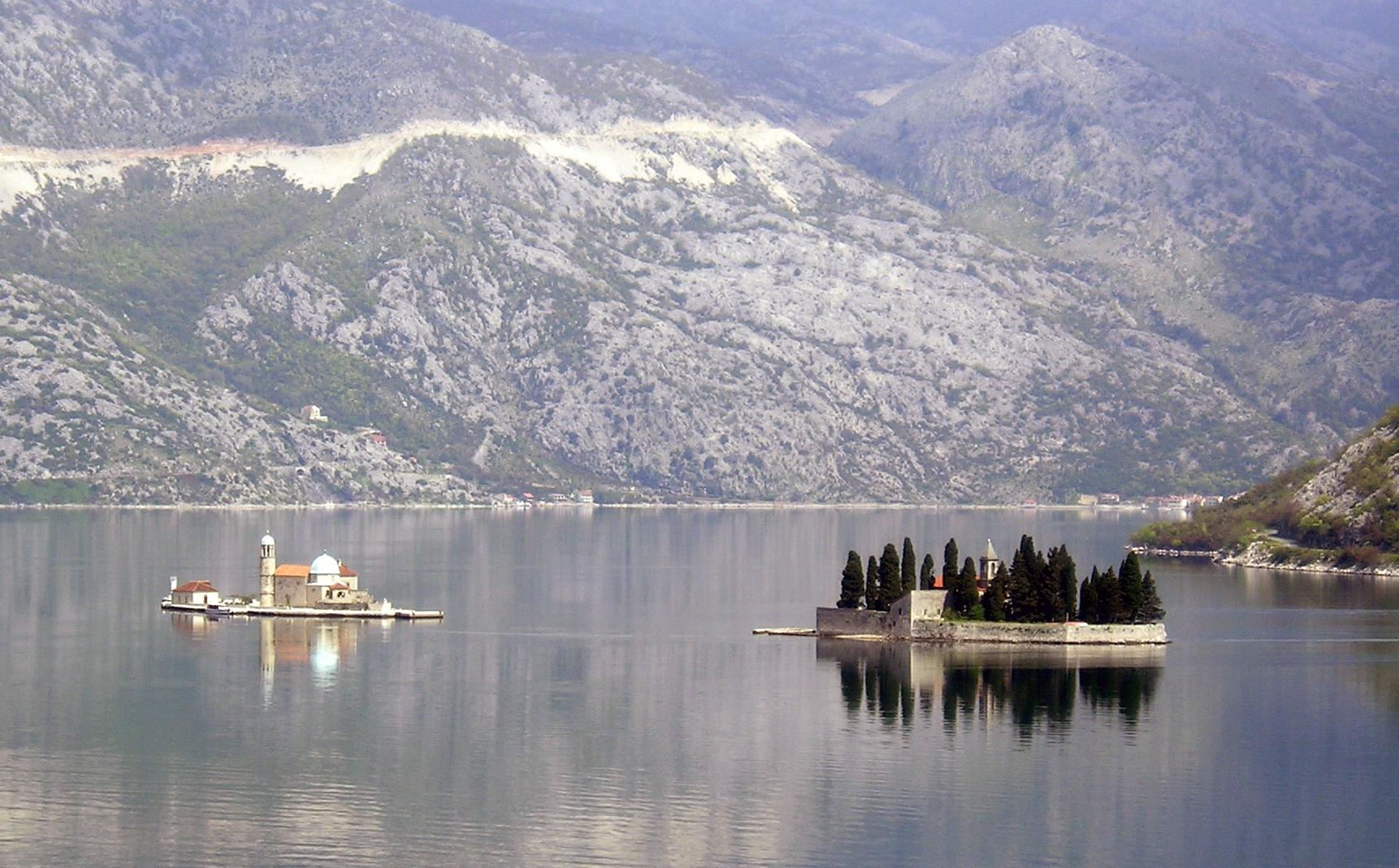
佩拉斯特的两个岛
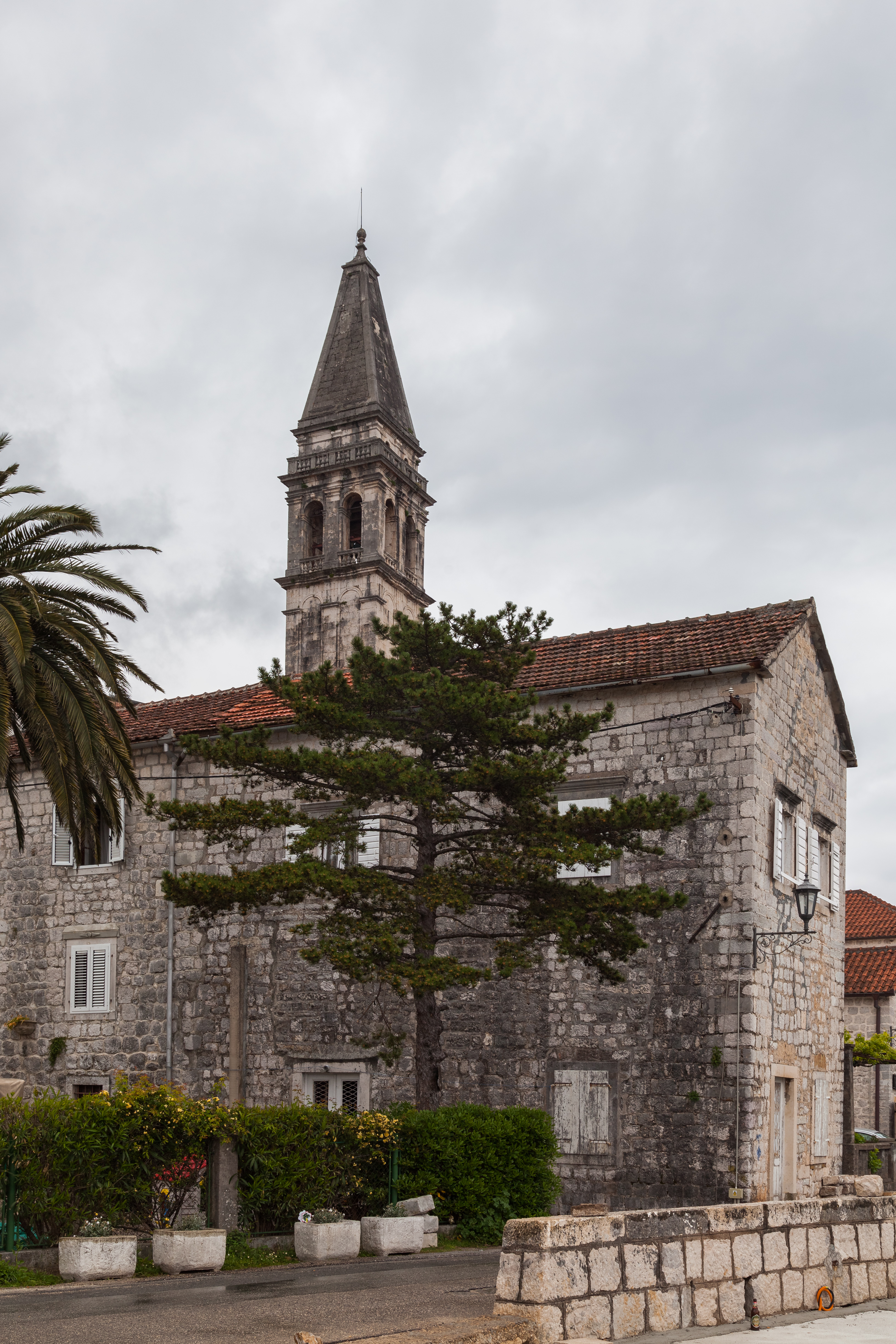
佩拉斯特的教堂
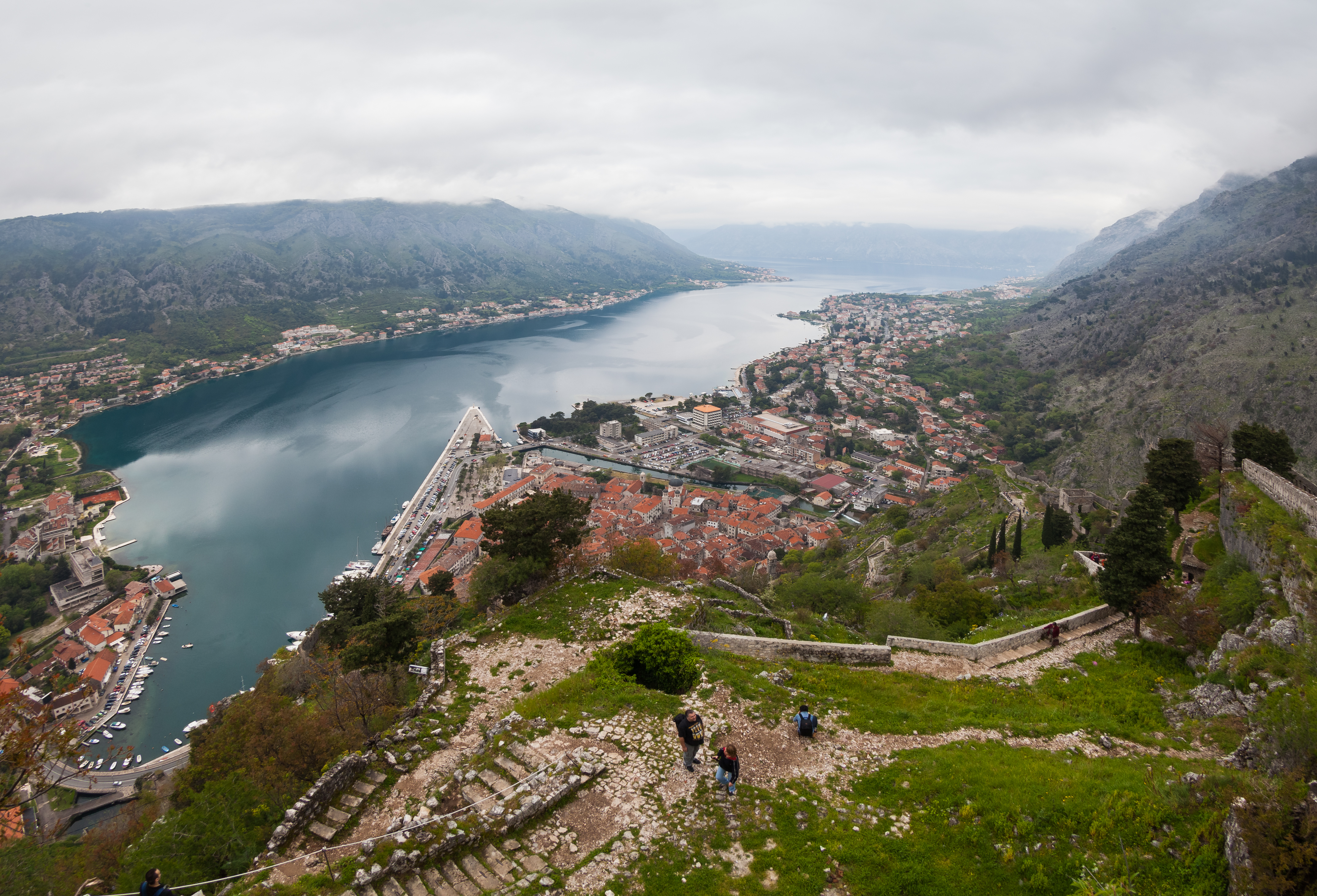
城堡
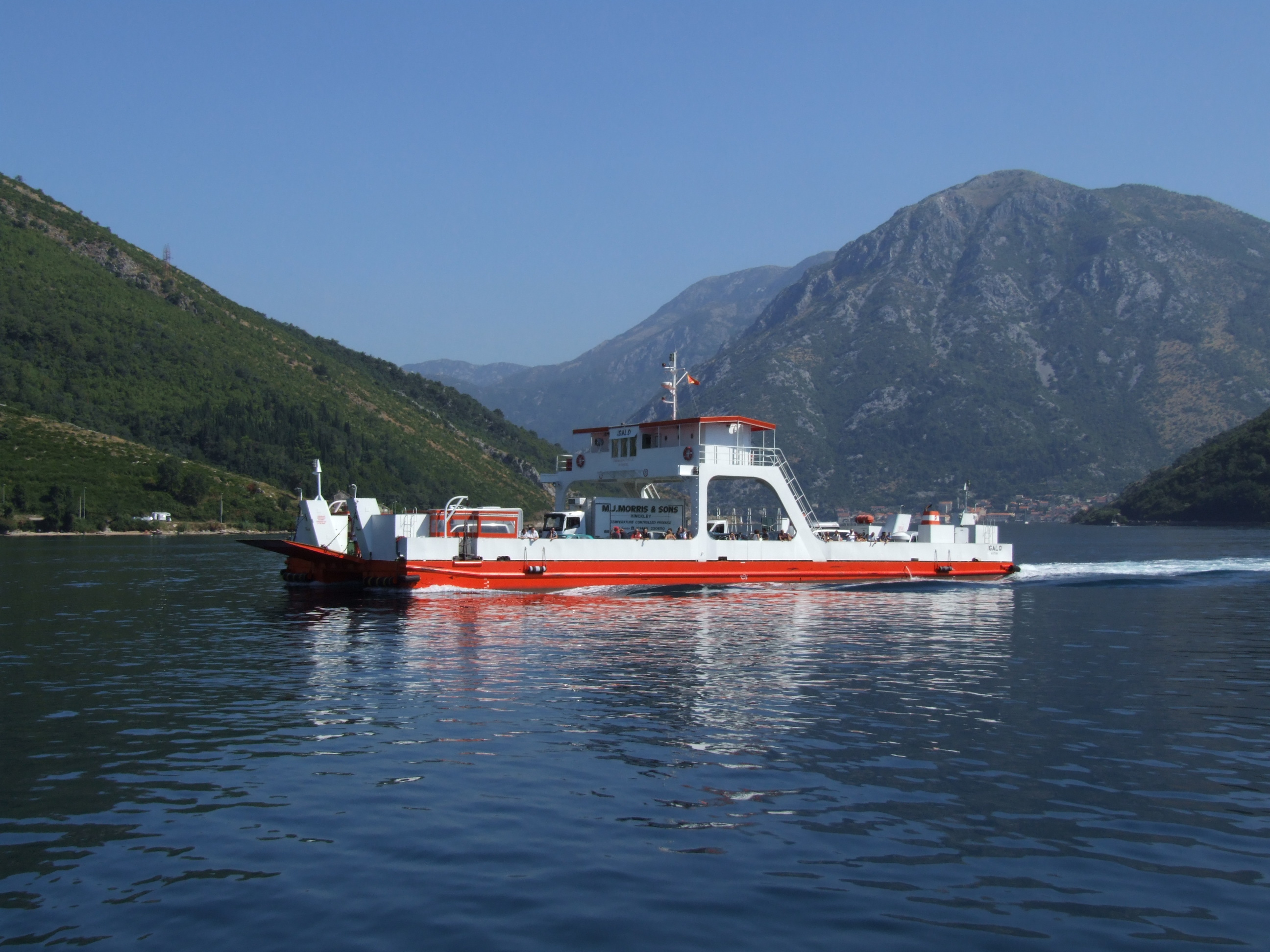
渡口
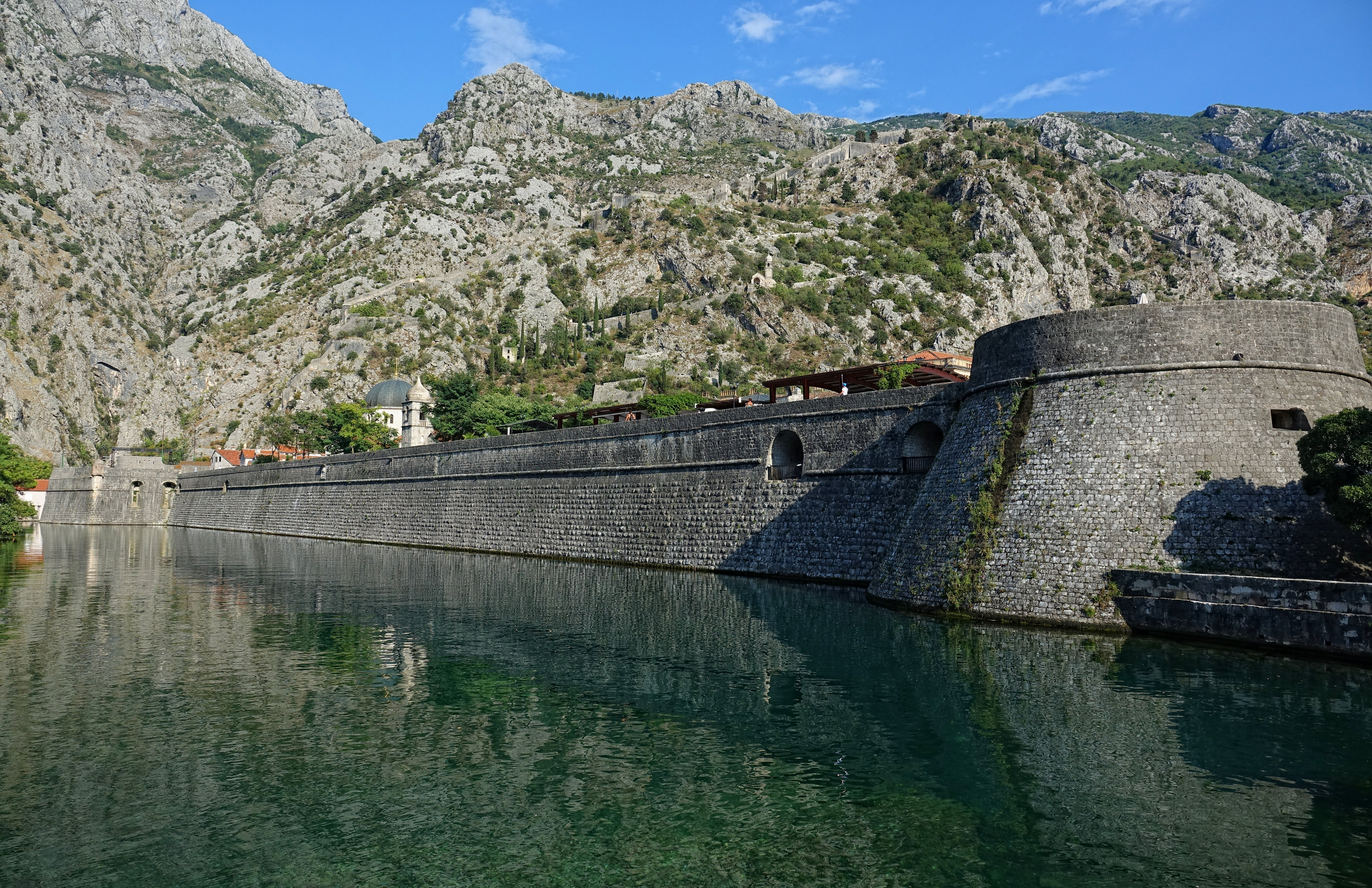
科托尔古城堡